# Полуян, Ян Васильевич
Ян Васи́льевич Полуя́н (9 октября 1891, Елизаветинская, Кубанская область — 8 октября 1937, Москва) — советский государственный деятель, активный участник Октябрьской революции и Гражданской войны в России.

## Биография
Родился в казачьей семье на Кубани. По национальности русский. Участник революционного движения с 1907 года, в 1912 году вступил в РСДРП(б). В 1914 году поступил в Киевский университет, но спустя год, в январе 1915 арестован за революционную деятельность и осуждён на 5 лет каторги, которую и отбывал до Февральской революции 1917 года. В киевской тюрьме со своим сокамерником Виталием Примаковым объявил голодовку протеста против насилия со стороны надсмотрщиков, после которой тюремный режим ослабили.
В 1917 году избран председателем Исполкома Екатеринодарского совета, членом Екатеринодарского комитета РСДРП(б). В годы Гражданской войны — на Кавказе, в 1918—1920 годах Я. В. Полуян последовательно занимает должности председателя Кубанского областного ревкома и облисполкома, председателя Совнаркома Кубано-Черноморской советской республики, председателя реввоенсовета Северо-Кавказской (11-й) армии, член Реввоенсовета Кубанской (9-й) армии, начальника политотдела Юго-Западного фронта. Его отца Василия в 1918 году повесили белогвардейцы за деятельность его сыновей — большевиков (Дмитрий Полуян возглавлял Казачий отдел ВЦИК).
Именно подпись Полуяна как руководителя Кубанской области стояла под текстом телеграммы, отправленной 10 ноября 1920 года: «Считаем название Екатеринодар напоминающим рабские времена, совершенно бессмысленным в республике труда навсегда освободившихся от потомков Екатерины и их приспешников. В связи с этим Кубчероблревком постановил просить ВЦИК именовать город Краснодаром».
После окончания войны Я. В. Полуян — на государственной, хозяйственной и партийной работе. В 1920—1922 годы — председатель Кубанского ревкома и облисполкома, член Кубано-Черноморского обкома РКП(б), с 1922 года — председатель Тверского (Калининского) губисполкома.
Избирался делегатом Х съезда РКП(б) (1921). В 1918—1931 годах избирался членом ВЦИК, в 1922—1931 гг. — член ЦИК СССР. В 1925—1929 годы на работе в аппарате ВЦИК, член Президиума ВЦИК. В марте 1928 года руководил Московской комиссией ЦК ВКП(б), расследующей Якутские восстания.
Выступал с докладом «Изменения и дополнения Конституции РСФСР» на XIV Всероссийском съезде Советов (1929).
В 1929—1930 гг. — председатель Дальневосточного крайисполкома. В 1931—1937 годах — начальник энергоуправления Наркомата коммунального хозяйства СССР.
26 июля 1937 г. арестован. 8 октября 1937 г. приговорён ВКВС СССР к ВМН и расстрелян в тот же день. Место захоронения — Москва, Новое Донское кладбище.
Реабилитирован 5 ноября 1955 г. ВКВС СССР.

## Семья
- Брат —  Дмитрий Васильевич Полуян[5] (1886—1937), расстрелян  в Москве по приговору ВКВС СССР 31 июля 1937 года. Реабилитирован посмертно в 1957 году[6].  
  - Брат —  Полуян Николай Васильевич, 13.04.1898 г.р.Уроженец ст. Елизаветинская, Кубанск. обл. Член ВКП(б) с 1918г. В РККА с 05.06.1918 . Участник Гражданской войны. Заложник у Покровского в начале 1918, бежал из-под стражи. Участник обороны Екатеринодара против Корнилова, сотрудник фронтовой газеты, оперуполномоченный Кисловодской ЧК в 1918. Руководитель артиллерии 1-й Советской объединенной военной школы РККА им. ВЦИК (1931-1933 гг.). Майор в 1936г. Арестован в связи с Делом братьев в 1937г., исключен из партии. Участник ВОВ; командир арт.полка, 32 А8 ап8 сд, Зап. Фронта; попал в плен 04.10.1941 (освобожден); назначен командиром в/ч ополчения Краснопресненского р-на г. Москвы. 27оудн 8 арт.полка. После войны служил в СА по 12.01.1957г. Уволен в запас.
    - Племянник (сын Д. В. Полуяна) — Олег Дмитриевич Полуян (1912—1939) арестован в январе 1938 года, обвинён в шпионаже, вредительстве и участии в контрреволюционной организации, приговорён к высшей мере наказания. Расстрелян. Место захоронения — Москва, Новое Донское кладбище. Реабилитирован в 1956 году.
- Сестра — Татьяна Васильевна Полуян (1896—1937), расстреляна в Карельской АССР (Сандармох) 4 ноября 1937 года. Её муж — И. Т. Смилга.
  - Племянница — Татьяна Иваровна Смилга-Полуян (1919—2014)[7]. Наряду с детьми Рухимовича, Коркмасова, Бубнова и прочими участвовала в организации «Смерть за отцов», планировавшей убийство Сталина 1 мая 1944 года.

## Память
Одна из улиц Краснодара носит имя Яна Полуяна.
На родине Яна Васильевича, в станице Елизаветинской Краснодарского края, улица его имени — одна из центральных.